# Bukove (okres Berehovo)
Bukove, ukrajinsky Букове, maďarsky Fakóbükk,  je obec v okrese Berehovo v Zakarpatské oblasti na Ukrajině. Od 12. června 2020 je součástí Vinohradivské městské komunity. V roce 2024 zde žilo 2154 obyvatel.

## Historie
První písemná zmínka o vesnici pochází z roku 1784. Bukove byla chudá vesnice, ještě v roce 1966 byla téměř polovina obce zastavěna starými domy, většinou se slaměnou sřechou. Během poměrně krátké doby byly postaveny moderní domy, krajina vesnice se změnila k nepoznání. Úspěšně zvolená specializace obyvatel na rané pěstování jahod přispěla k hospodářskému vzestupu obce. Svahy kopců, na kterých se vesnice nachází, jsou pro pěstování této plodiny ideální.
Většina obyvatel obce zabývá pěstováním jahod, v poslední době však pěstují také zelí, rajčata, paprika a lilek a květiny. 